# راشل وود (بازیکن فوتبال)

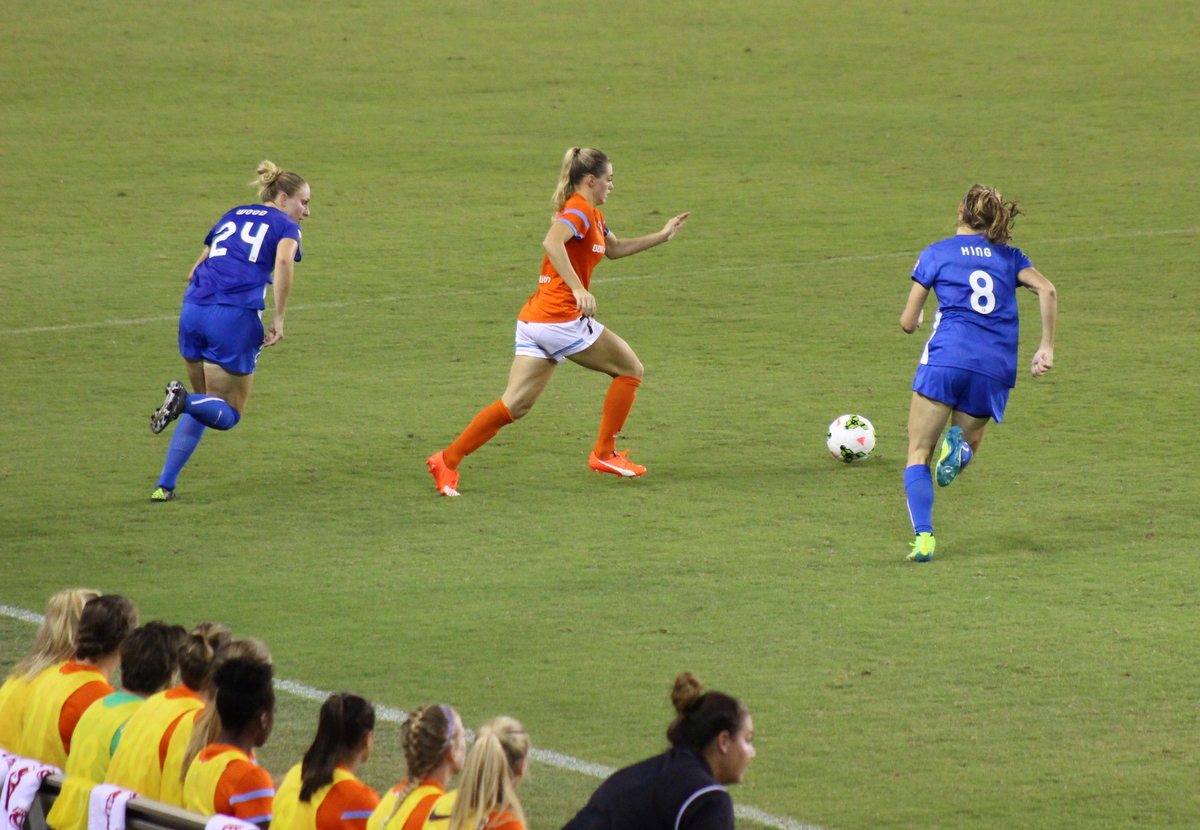
راشل وود، اولین نفر از سمت چپ، با پیراهن شماره ۲۴

راشل وود (انگلیسی: Rachel Wood؛ زادهٔ ۱۰ مهٔ ۱۹۹۰) بازیکن فوتبال اهل ایالات متحده آمریکا است.
از باشگاه‌هایی که در آن بازی کرده‌است می‌توان به بوستون بریکرز اشاره کرد.
وی همچنین در تیم ملی فوتبال United States U20 بازی کرده‌است.